# Thomas Lodge
Thomas Lodge (h. 1558-1625) fue un dramaturgo y escritor inglés del periodo isabelino y jacobino. 
Era el segundo hijo de sir Thomas Lodge, alcalde de Londres. Estudió en el Trinity College de Oxford. Participó en una expedición a Terceira y las Islas Canarias. Durante la expedición a las islas Canarias, para sobrellevar el tedio del viaje, compuso su cuento en prosa al estilo de Philip Sidney Rosalinda: El legado dorado de Euphes, impreso en 1590 y que ayudó a Shakespeare en Como gustéis. En 1591 viajó a Brasil y el estrecho de Magallanes, regresando a casa en 1593. 
Desde 1587 en adelante parece que intentó escribir obras de teatro, aunque la mayoría de las atribuciones son meras especulaciones. Probablemente nunca fue actor. Su obra más destacada fue la que escribió con Robert Greene: El espejo de Londres (1594).
También es autor de libelos de carácter realista y panfletos, comenzando por su Defensa de la Poesía, la Música y las Obras de teatro (Defence of Poetry, Music and Stage Plays) (de 1579 o 1580). A principios del siglo XVII, sus obras se vuelven más serias, traduciendo a Josefo (1602) y a Séneca (1614), además de escribir un Tratado sobre la plaga (1603), y un manual popular, que quedó sin publicar, sobre Medicina doméstica. Parece que dejó Inglaterra en 1606, para escapar de la persecución contra los católicos; y una carta datada en 1610 agradece al embajador francés en París que le permitiera regresar con seguridad. Estuvo en el extranjero por asuntos personales hasta 1616.